# Ria van Hengel
Ria van Hengel (Zeist, 1939) is een Nederlands vertaalster.
Van Hengel studeerde theologie aan de Universiteit Utrecht. 
Sinds 1963 is ze vertaalster. Aanvankelijk vertaalde zij Duitse en Engelse non-fictie (in het bijzonder theologie, geschiedenis en sociale wetenschappen). Daarnaast werkte zij als redactrice bij tijdschriften en uitgeverijen, onder meer bij de Feministische Uitgeverij Sara. Later legde ze zich toe op het vertalen van Duitse literatuur.
Ze vertaalde onder meer vrijwel al het werk van W.G. Sebald, veel werk van de Nobelprijswinnaressen Elfriede Jelinek en Herta Müller, enkele klassieke werken, waaronder dat van Novalis, Heinrich von Kleist, Goethe en de gebroeders Grimm en werk van Martin Walser en Jan Wagner. In 2013 werd haar vertaling van Friedrich Nietzsche's filosofische roman Also sprach Zarathustra gepubliceerd. Ook vertaalde Van Hengel alle teksten van de vocale werken (passionen, motetten, cantates etc.) van J.S.Bach in het Nederlands.

## Prijzen
Haar in 2006 verschenen vertaling van de sprookjes van Grimm werd bekroond met de Zilveren Griffel, een belangrijke prijs voor jeugdliteratuur. Voor haar vertalingen uit het Duits kreeg ze in 2007 de Martinus Nijhoff Prijs, de jaarlijkse prijs van het Prins Bernhard Cultuurfonds.